# Felix-Eberhard von Cube
Johann Felix-Eberhard von Cube (* 27. Januar 1903 in Hannover; † 12. März 1988 in Hamburg) war ein deutscher Komponist, Musikwissenschaftler, Musiktheoretiker sowie Begründer und Leiter der Heinrich-Schenker-Akademia für Tonkunstforschung in Hamburg.

## Herkunft und Familie
Felix-Eberhard von Cube stammte aus dem deutsch-baltischen Adelsgeschlecht der von Cube, das aus der Mark Brandenburg kam und sich zu Beginn des 18. Jahrhunderts in Livland angesiedelt hatte. Sie verbreiteten sich dann nach Deutschland, Russland und Frankreich aus. Sein Vater war der Architekt Gustav Hermann von Cube, der in 1. Ehe mit Maria (Mamy) Sternheim, Schwester von Carl Sternheim, und in 2. Ehe mit Margarethe (Marga) Lindemann verheiratet war, Johann Felix entstammte der 1. Ehe. Seine Geschwister waren die Drehbuchautorin Irma von Cube (1899–1977), der Journalist Walter von Cube (1906–1984) und der Schriftsteller Hellmut von Cube (1907–1979). Johann Felix heiratet Henriette Reich, sie hatten eine Tochter, die bereits 1946 starb.

## Leben und Arbeiten
Cube war Privatschüler bei dem Pianisten und Musikschriftsteller Otto Vrieslander (1880–1950), der ein Freund der Familie war. Vrieslander empfahl seinem Schüler, das Studium bei Heinrich Schenker in Wien fortzusetzen. In Wien verweilte er zwischen 1924 und 1926, um dann im Rheinischen Musikseminar in Duisburg Musikunterricht zu erteilen.

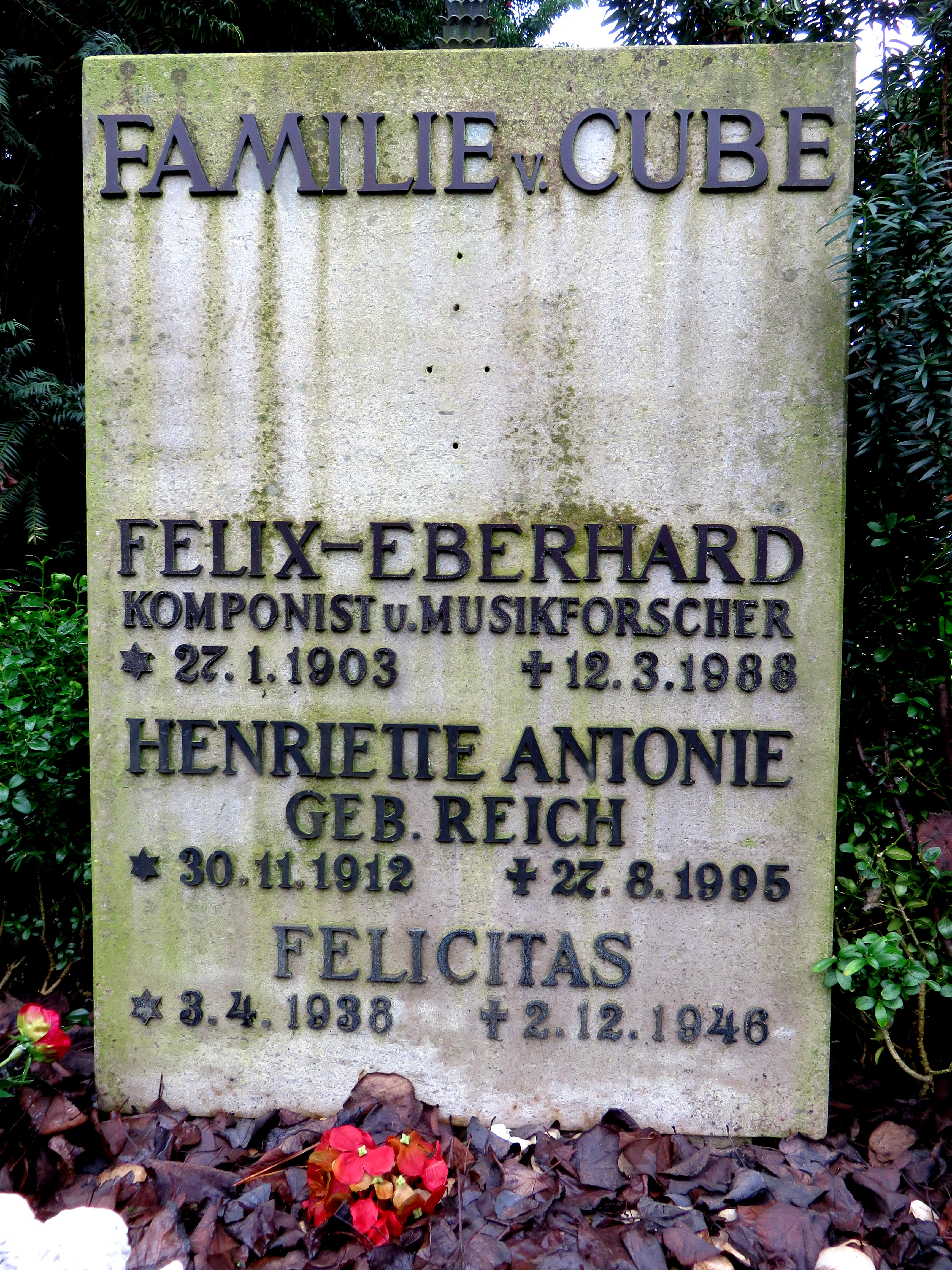
Grabstein für Felix-Eberhard von Cube auf dem Friedhof Ohlsdorf

1931 wurde Cube wiederum von Vrieslander empfohlen, um zusammen mit Moriz Violin ein Schenker-Institut in Hamburg zu gründen. Bereits 1934 wurde es geschlossen – gleichzeitig erhielt Cube Berufsverbot – und eröffnete erst wieder nach dem Zweiten Weltkrieg seine Tore.
Er ließ sich von dem Berufsverbot nicht beeindrucken und begann die Theorien seines Lehrers in pädagogische Formen zu gestalten. In seinem ersten Werk Lehrbuch der Musikalischen Kunstgesetze (1934) konzipierte er seine Ergebnisse. Diese Abhandlung wurde später erweitert und mit graphischen Analysen beendet. 1987 erschien sein Erstlingswerk in englischer Version als The Book of the Musical Artwork. Das weitere Buch mit dem Titel Todeskampf oder Wiederauferstehung der Deutschen Musik, ist im Wesentlichen eine Tirade gegen die Moderne und beschreibt anekdotische Informationen über seine Erziehung, sein Studium mit Schenker, und seine Karriere als Lehrer in Duisburg und Hamburg. Von 1961 bis 1973 war Cube Dozent für Kompositionsanalyse an der Staatlichen Hochschule für Musik und darstellende Kunst in Hamburg. Einer seiner bekanntesten Schüler war Karl-Otto Plum, der Untersuchungen zu Heinrich Schenkers Stimmführungsanalyse veröffentlichte, er stellte die Ergebnisse seiner Studien bei Johann Felix-Eberhard von Cube in einer mehrjährigen analytischen Arbeit an Johann Sebastians Bachs Werken für Streichinstrumente solo vor.
Auf dem Hamburger Friedhof Ohlsdorf befindet sich im Planquadrat S 16 südlich von Kapelle 2 die Grabstätte von Felix-Eberhard von Cube.

## Werke
In seiner Schaffenszeit war Cube in Hamburg, Duisburg, Köln, München und Wien, er verfasste mehrere Schriften und war der Schöpfer von 3 Konzerten, 2 Orchesterstücken, 2 Solowerke und 4 musikalischen Bearbeitungen.

### Kompositionen
- Konzertwerke: Konzert für Violine und Orchester a-Moll, Konzert für zwei Klaviere und Orchester Es-Dur und Rondo-Burleske für Klavier und Orchester b-Moll;
- Orchestermusiken: Empfindsame Streichmusik – Kammer sinfonietta für Streicher und Konzert für Orchesterinstrumente im neuen Stil;
- Solowerke: Sonate Nr. 4 für Klavier e-Moll, Toccata für Klavier f-Moll und Praeludium con Fuga in B op.21/1 für Klavier[10]
- Bearbeitungen: Ouvertüre (Suite) D-Dur für zwei Trompeten, Pauken, Streicher und B.c., Ouvertüre (Suite) e-Moll für Flöte (Oboe), Streicher und B.c.), Ouvertüre e-Moll für zwei Oboen, Fagott, Streicher und B.c. und Ouvertüre F-Dur „Ein musikalischer Spass“ für vier Hörner, zwei Oboen, Streicher und B.c. (Alle vom Komponisten Georg Philipp Telemann)[11]

### Schriften
- Todeskampf oder Wiederauferstehung der deutschen Musik. Ein autobiographischer Essay. Gebundene Ausgabe – 1984 Eigenverlag (1984), Hamburg, 1984
- Lehrbuch der musikalischen Kunstgesetze: Herausgegeben vom Schenker-von Cube-Institut für Musikforschung Gebundene Ausgabe – 1995, Hans Juul (Herausgeber), Anke Juul (Herausgeber), Verlag: Benjamin – Simrock (1995) ISBN 3-920882-01-6
- The Book of the Musical Artwork: An Interpretation of the Musical Theories of Heinrich Schenker (Studies in the History and Interpretation of Music), Verlag E. Mellen Press, 1988, ISBN 978-0889464360